# Amomum macroglossa
Amomum macroglossa är en enhjärtbladig växtart som beskrevs av Karl Moritz Schumann. Amomum macroglossa ingår i släktet Amomum och familjen Zingiberaceae. Inga underarter finns listade i Catalogue of Life.